# Santuario della Beata Vergine delle Grazie di Boccadirio
Il santuario della Beata Vergine delle Grazie di Boccadirio, o semplicemente santuario di Boccadirio, è un santuario mariano dell'Emilia-Romagna. È situato in frazione Baragazza, nel comune di Castiglione dei Pepoli, in provincia di Bologna, nella zona di confine con la Toscana.
Sede di pellegrinaggi, è raggiungibile dall'autostrada del Sole con uscita al casello di Roncobilaccio e prosecuzione sulla strada provinciale 8. È per importanza il secondo santuario della diocesi bolognese, dopo il santuario della Madonna di San Luca, a Bologna.

## Storia

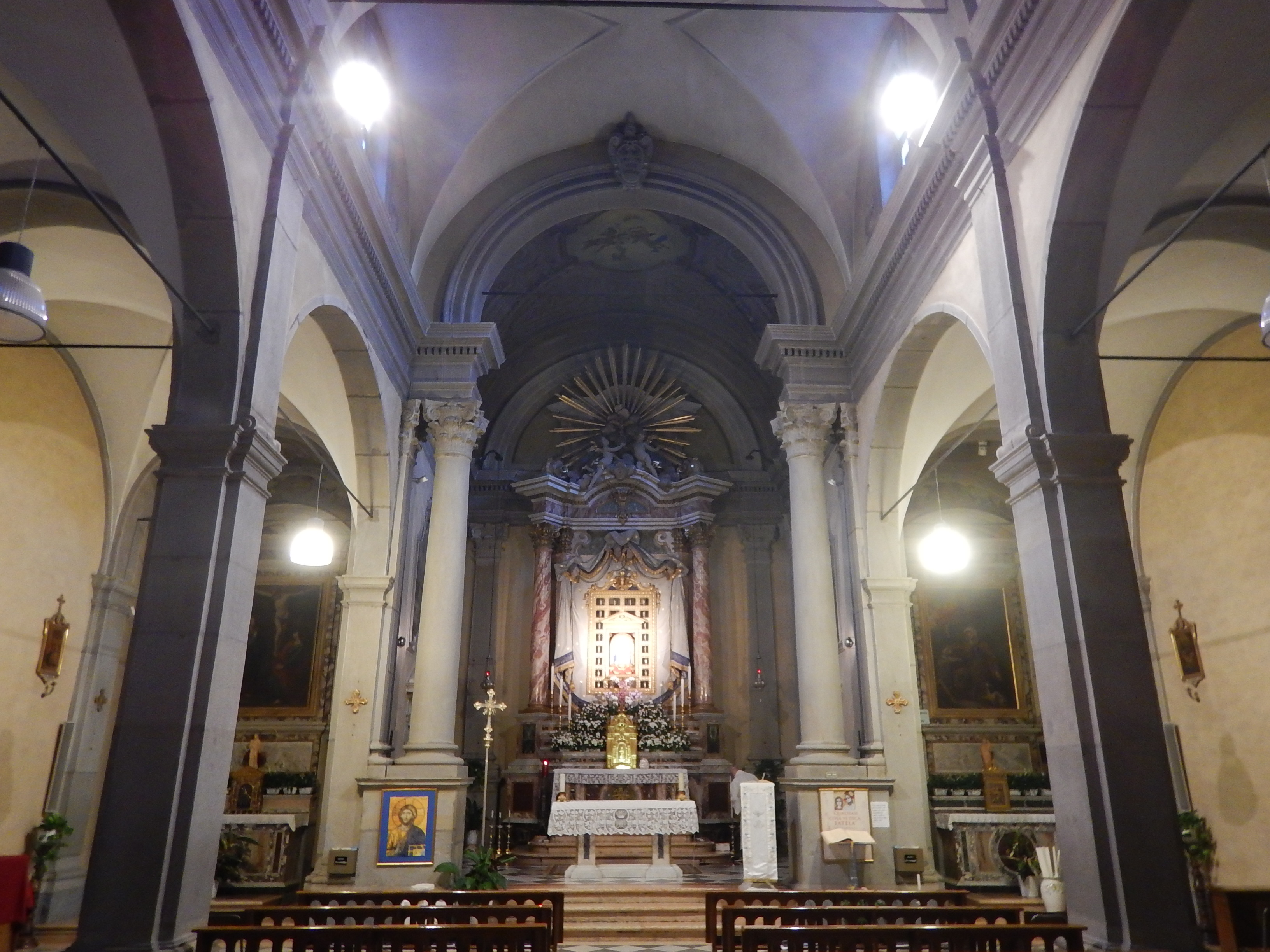
L'interno del santuario

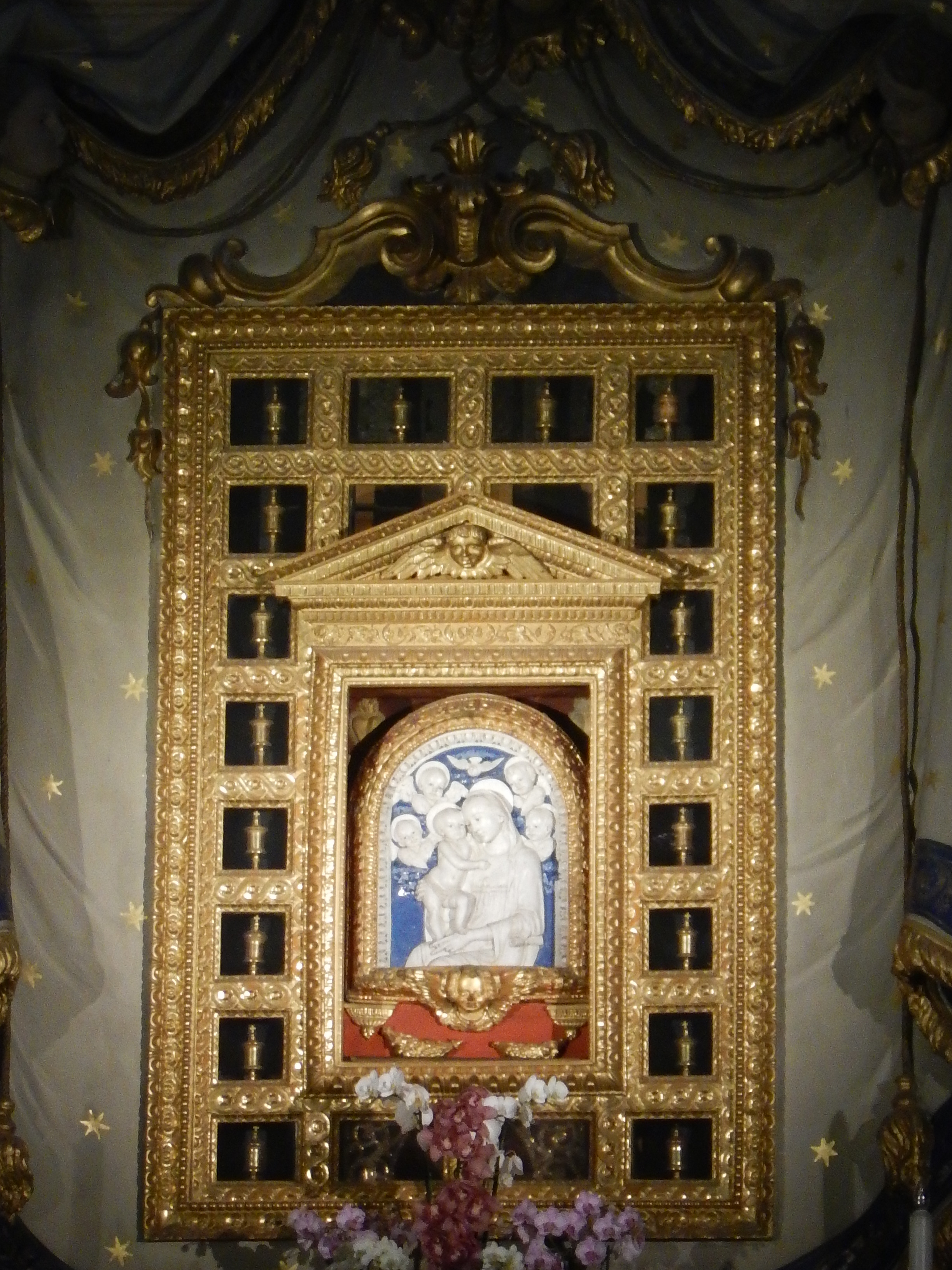
La Vergine di Boccadirio, che dà il nome al santuario

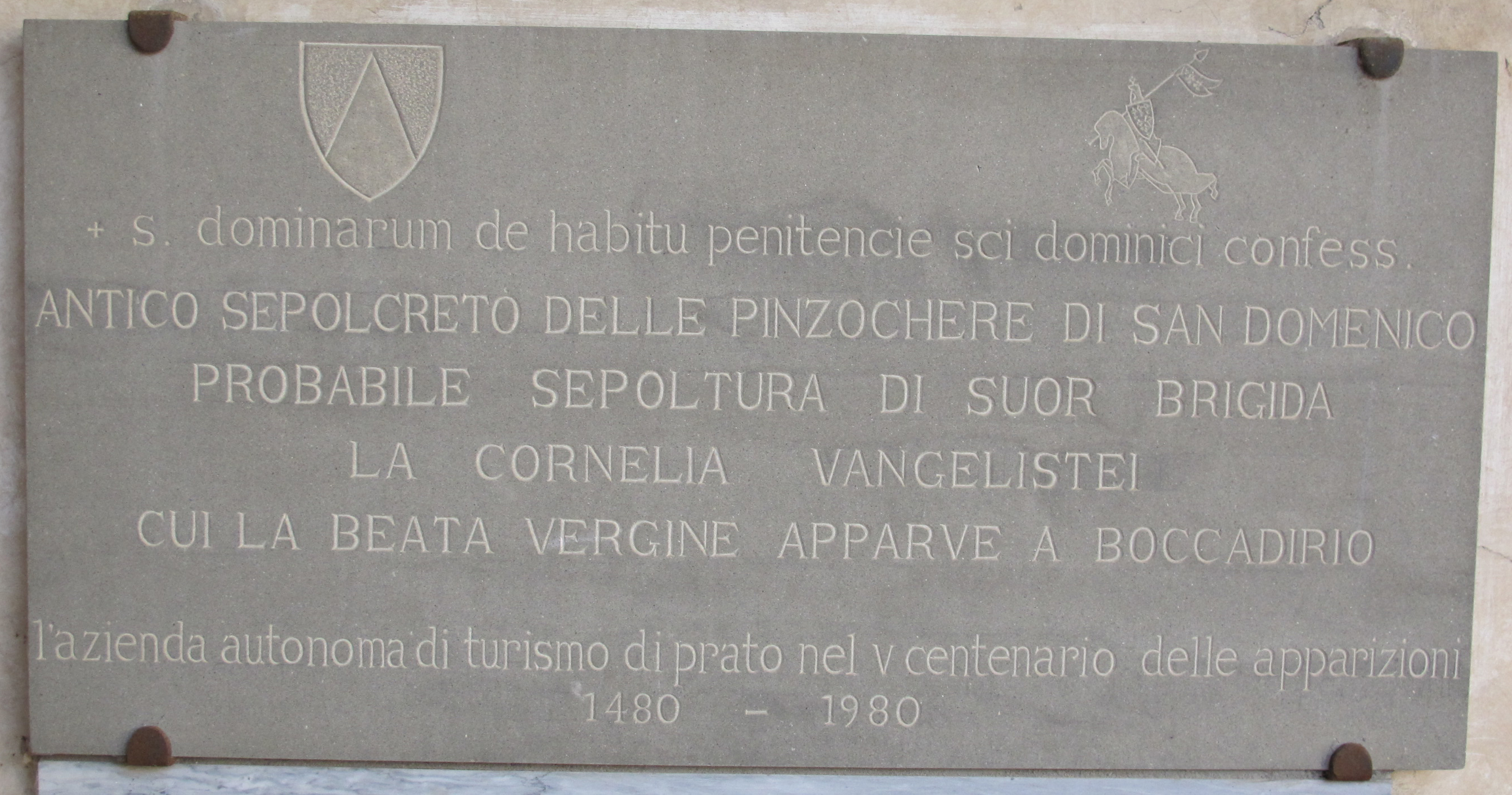
Targa che ricorda la sepoltura di Cornelia Vangelisti nel chiostro di San Domenico a Prato

Secondo la tradizione popolare, il 16 luglio 1480, giorno della festa del Carmine, due pastorelli della contea allora appartenente ai signori Pepoli di Bologna – Donato Nutini e Cornelia Vangelisti, nativi del luogo – ebbero una visione della Madonna, apparsa in corrispondenza del rio Davena (punto di confluenza dei due torrenti Tanone e Butrione, da cui il nome della località Boccadirio), che predisse loro una vita consacrata nella religiosità.
Fu così che la popolazione di Baragazza decise di costruire nel XVI secolo una piccola chiesa con tabernacolo intitolata alla Beata Vergine delle Grazie. La struttura attuale del santuario rispetta abbastanza fedelmente quella originaria cinquecentesca anche se nel corso dei secoli numerose sono state le modifiche apportate. In particolare, di rilievo è il prospetto principale rifatto negli anni 1890 su progetto di Aristotele Puccetti.
La storia del santuario – la cui costruzione iniziò verso la fine del XVI secolo, mentre solo nel XVIII secolo furono completati il loggiato ed il chiostro – è stata descritta da un sacerdote, don Lorenzo Amorotti, parroco a Castiglione dei Pepoli dal 1609 al 1621, anno della sua morte, nel libro Origine e ritratto della miracolosa Madonna di Boccadirio, ripreso in seguito in uno scritto di Paolo Guidotti, coautore di una pubblicazione sul santuario.
Fonte dello scritto, una lettera, detta dell'"Anonima", conservata presso l'Archivio di Stato di Bologna. La lettera risale agli anni 1580 e viene attribuita ad una suora del monastero di Santa Caterina in Prato, il medesimo luogo religioso in cui era vissuta anni prima Cornelia Vangelisti, poi suor Brigida (morta nel 1543), una dei due bambini che ebbero la mistica visione.
Sempre secondo la tradizione, è a suor Brigida che si deve l'acquisizione dell'immagine della Beata Vergine delle Grazie, opera del 1505 di Andrea Della Robbia, conservata sull'altare maggiore del santuario, che dal 1947 è gestito dalla Congregazione dei Sacerdoti del Sacro Cuore di Gesù.
Il santuario è per questo oggetto di una particolare venerazione dai pratesi, che spesso organizzano pellegrinaggi, anche a piedi, dalla loro città.

## Galleria d'immagini

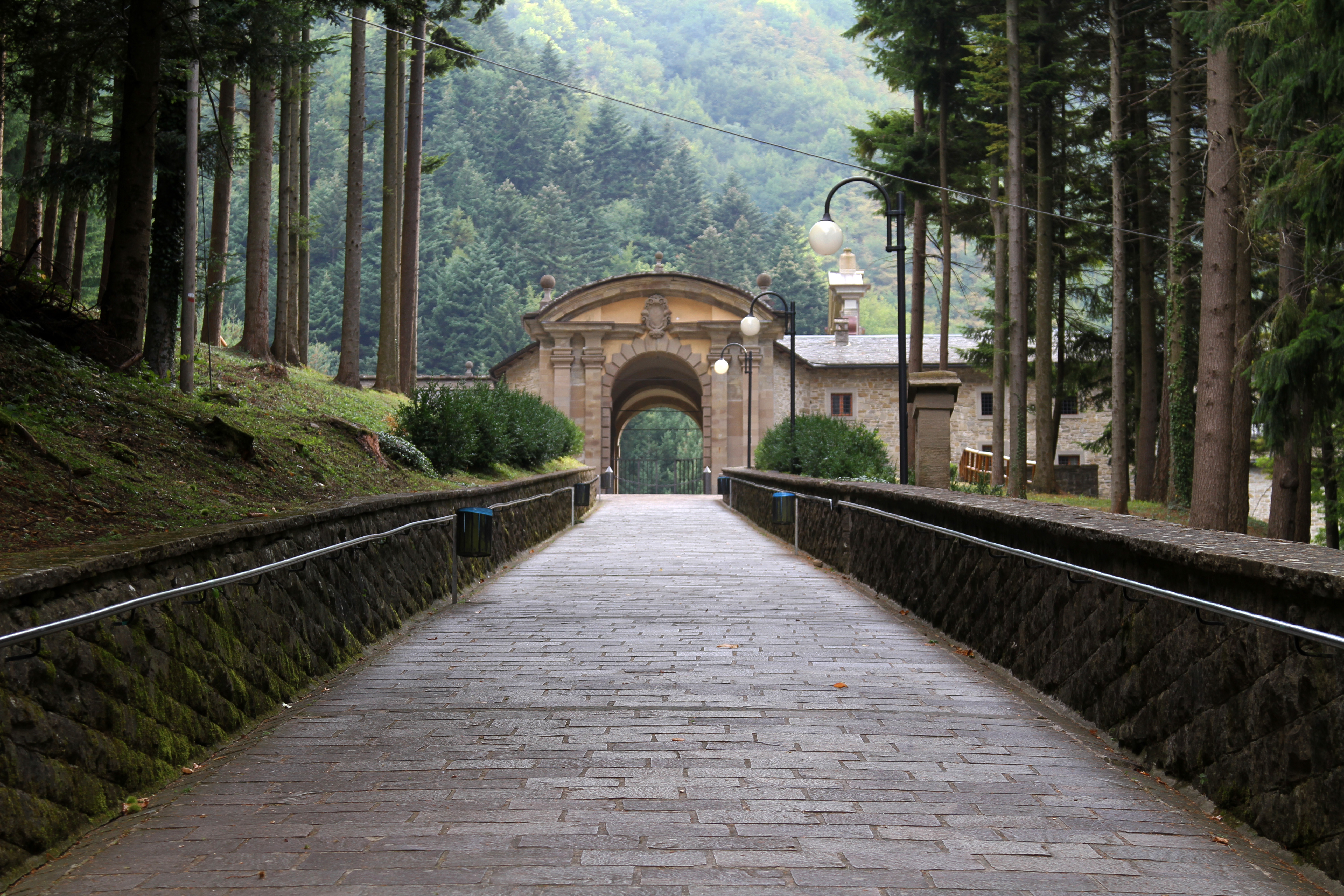
Ingresso del santuario
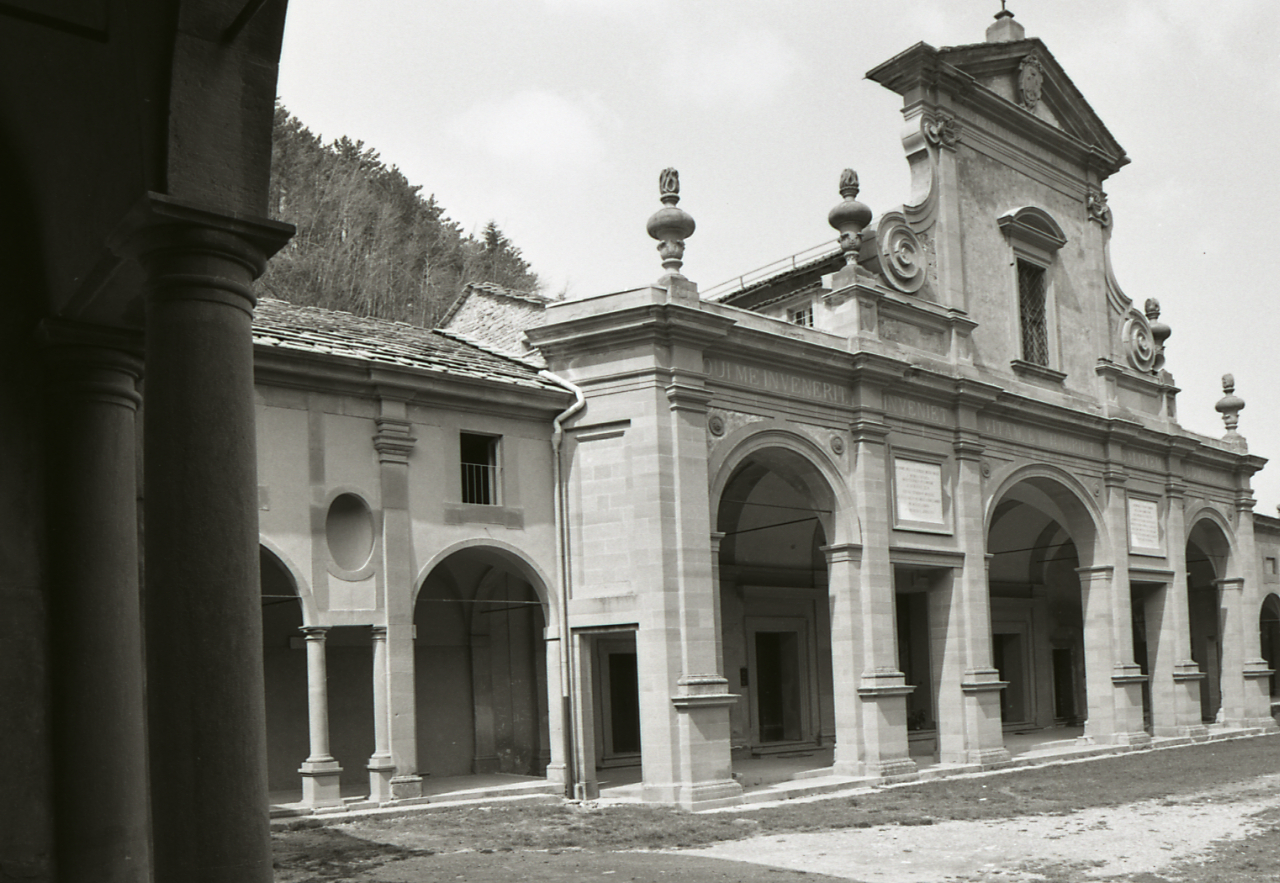
Foto di Paolo Monti, 1979
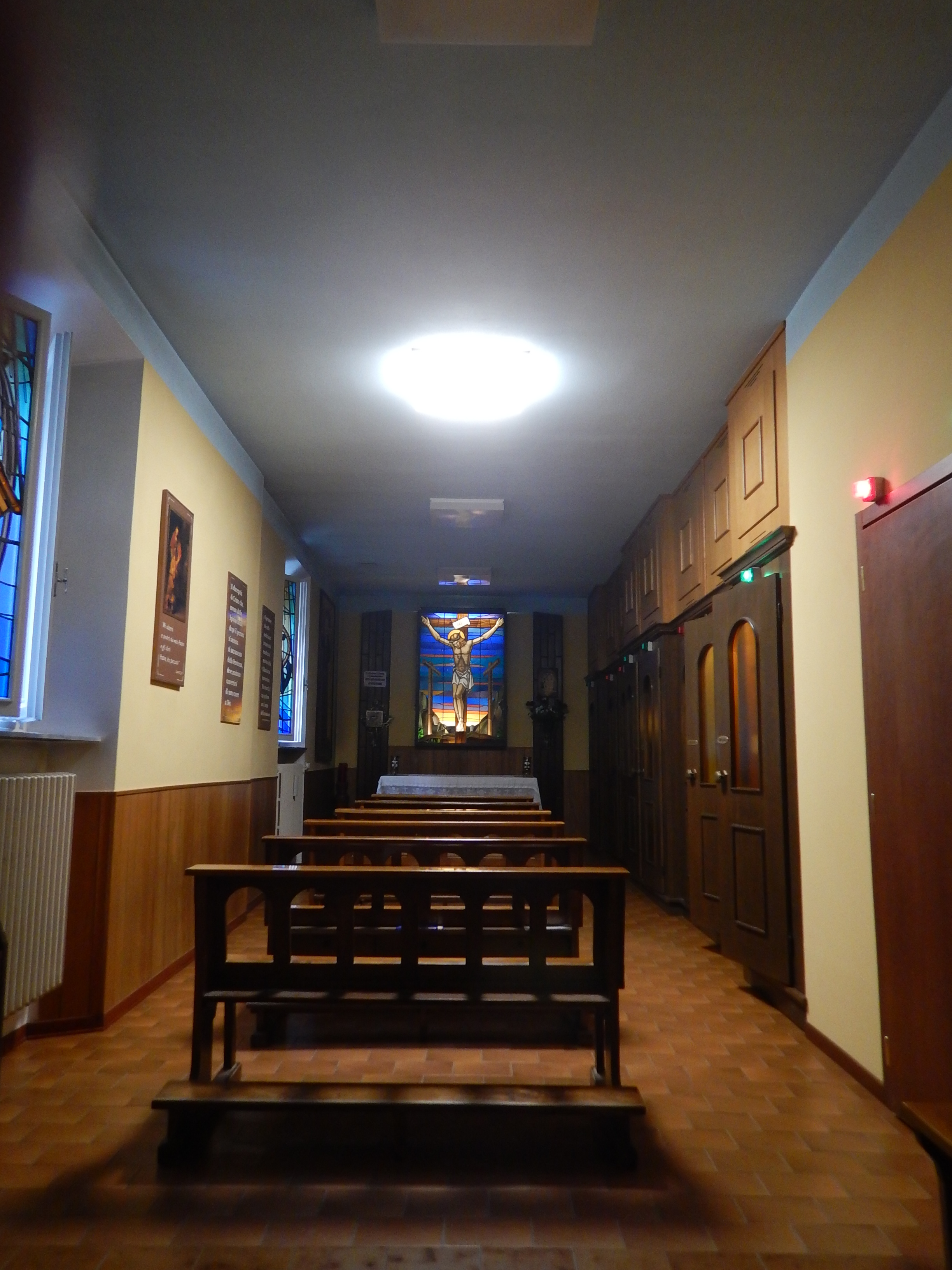
Cappella dedicata alle confessioni
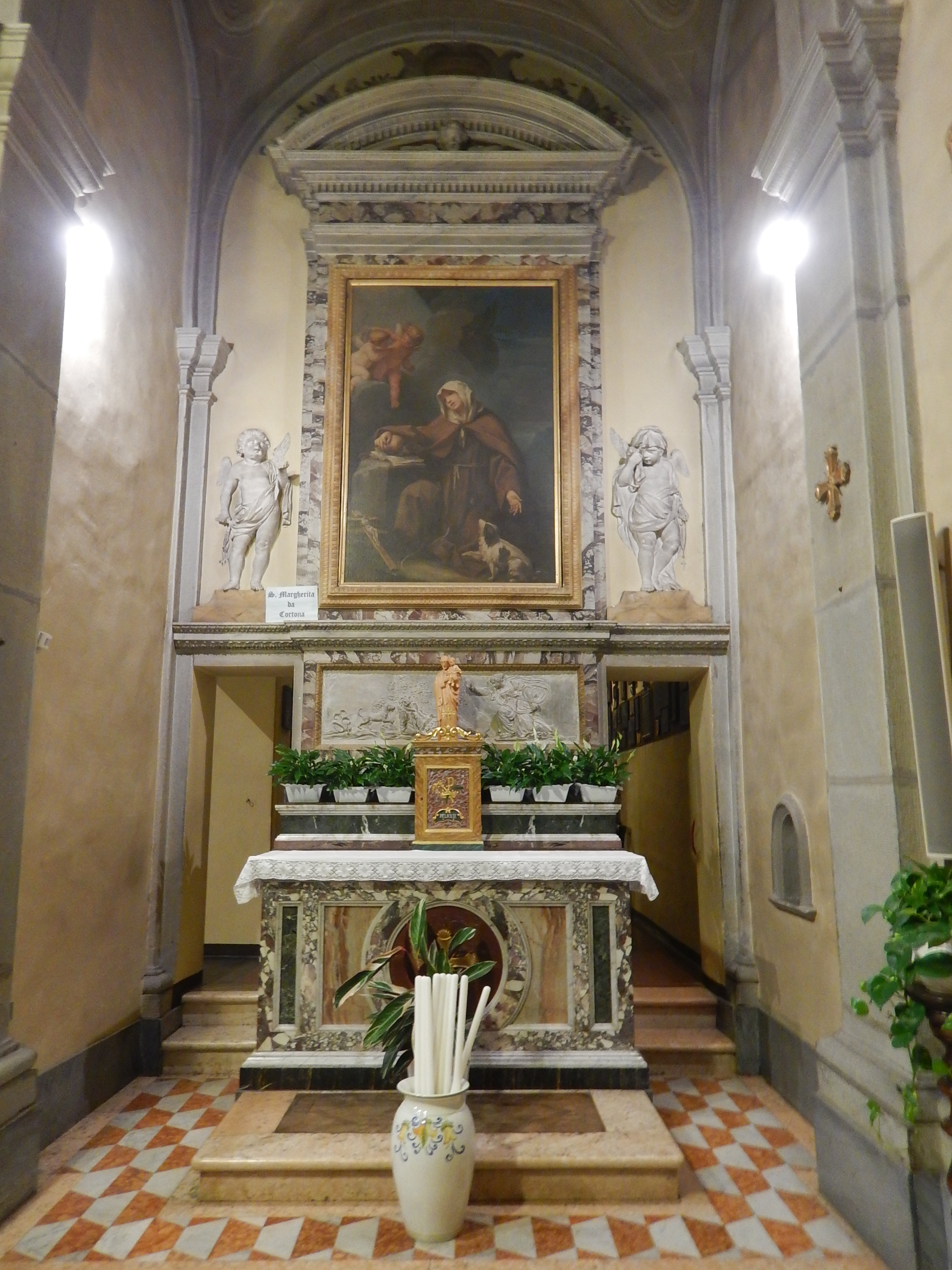
Cappella dedicata a Santa Margherita da Cortona
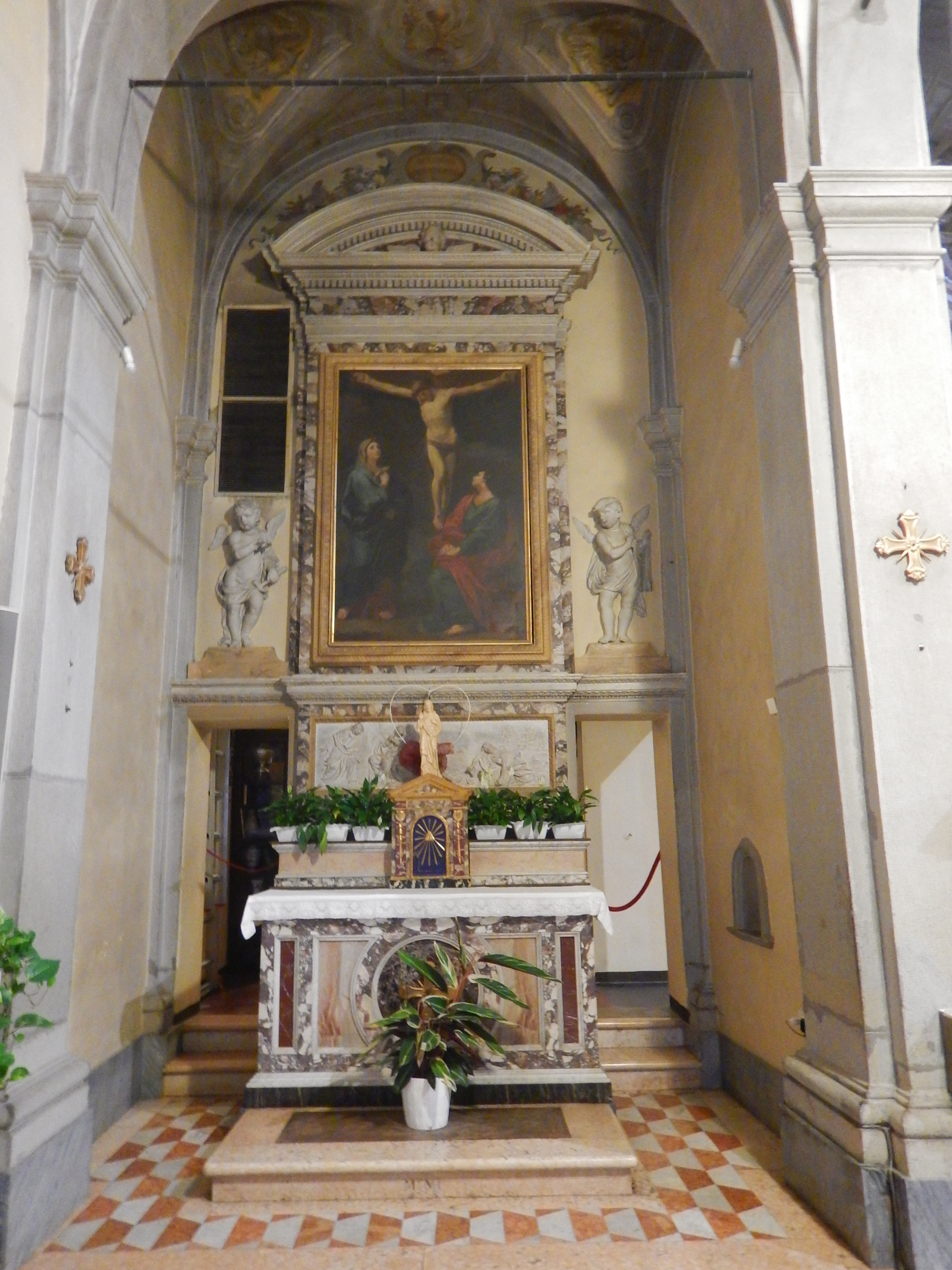
Cappella dedicata al Santissimo Crocifisso
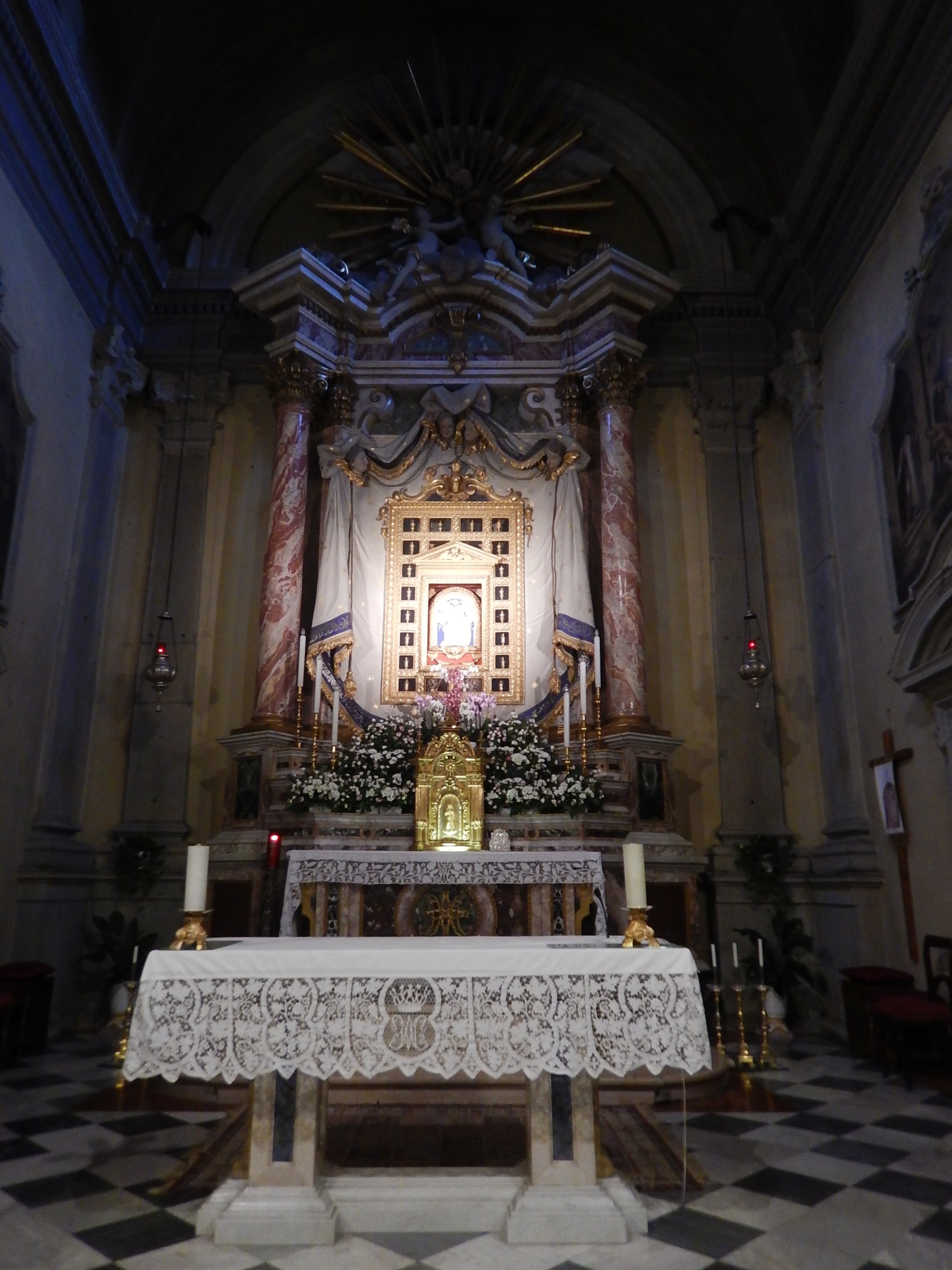
Presbiterio
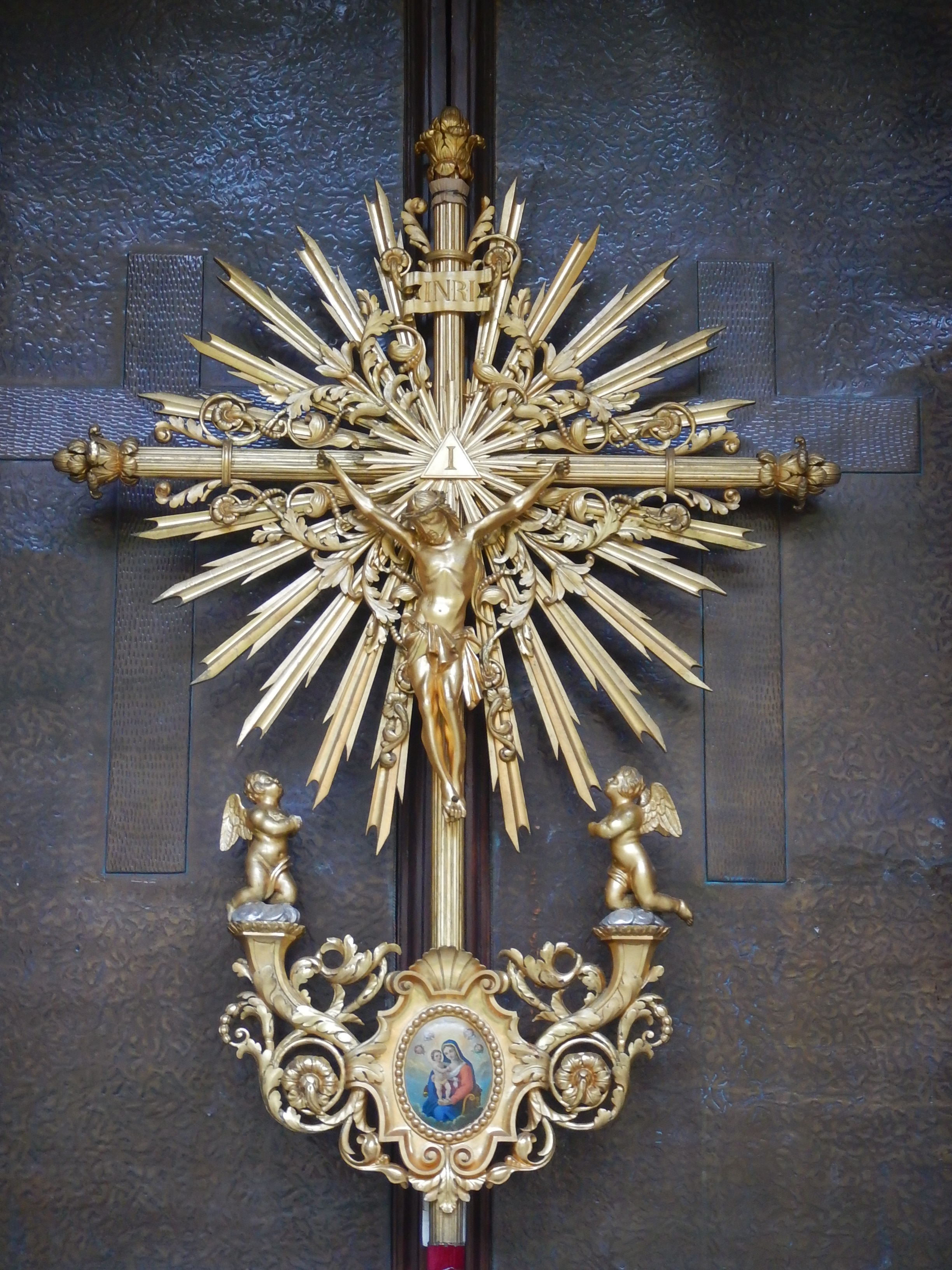
Crocifisso dorato esposto in occasione della Festa del Santissimo Crocifisso